# Episodi di Backstage (seconda stagione)
La seconda stagione di Backstage è andata in onda nel Regno Unito dal 28 luglio 2017 su Disney Channel con i primi 6 episodi. In Italia andrà in onda dal 5 marzo 2018 su Disney Channel. La 2ª stagione è disponibile su Netflix negli USA e in Italia, mentre in Canada è inedita.
| nº | Titolo originale          | Titolo italiano                          | Prima TV Canada | Prima TV UK      | Prima TV Italia |
| -- | ------------------------- | ---------------------------------------- | --------------- | ---------------- | --------------- |
| 1  | And We're Back...         | Si ricomincia                            |                 | 28 luglio 2017   | 5 marzo 2018    |
| 2  | Leading by Example        | Dare il buon esempio                     |                 | 4 agosto 2017    | 6 marzo 2018    |
| 3  | Choices                   | Scelte difficili                         |                 | 11 agosto 2017   | 7 marzo 2018    |
| 4  | The One                   | Il prescelto                             |                 | 18 agosto 2017   | 8 marzo 2018    |
| 5  | Take the Note             | Sii te stessa                            |                 | 25 agosto 2017   | 9 marzo 2018    |
| 6  | Gotta Be Strong           | Bisogna essere forti                     |                 | 1 settembre 2017 | 12 marzo 2018   |
| 7  | In Her Shadow             | Dietro la maschera                       |                 | 2017             | 13 marzo 2018   |
| 8  | Control                   | Controllo                                |                 | 2017             | 14 marzo 2018   |
| 9  | Qualifiers: Day 1         | Selezioni per le Camda                   |                 | 2017             | 15 marzo 2018   |
| 10 | Qualifiers: Day 2         | Qualificazione: secondo giorno           |                 | 2017             | 16 marzo 2018   |
| 11 | Wrong Side of a Love Song | Il lato sbagliato di una canzone d'amore |                 | 2017             | 19 marzo 2018   |
| 12 | Shake It Off              | Vai avanti                               |                 | 2017             | 20 marzo 2018   |
| 13 | Clear Eyes                | Valvola di sfogo                         |                 | 2017             | 21 marzo 2018   |
| 14 | Mixing It Up              | Scombussolamenti                         |                 | 2017             | 22 marzo 2018   |
| 15 | In the Dark               | Al buio                                  |                 | 2017             | 23 marzo 2018   |
| 16 | Prima Donna               | Chi guiderà le Primas?                   |                 | 2017             | 26 marzo 2018   |
| 17 | Best Idea                 | Le idee migliori                         |                 | 2017             | 27 marzo 2018   |
| 18 | Caught                    | Colta in flagrante                       |                 | 2017             | 28 marzo 2018   |
| 19 | Telling Stories           | Raccontare storie                        |                 | 2017             | 29 marzo 2018   |
| 20 | Two Steps Forward         | Due passi avanti                         |                 | 2017             | 30 marzo 2018   |
| 21 | Obvious                   | Ovvio                                    |                 | 2017             | 2 aprile 2018   |
| 22 | Comfort Zone              | Confort zone                             |                 | 2017             | 3 aprile 2018   |
| 23 | Lesson. Learned           | Lezione imparata                         |                 | 2017             | 4 aprile 2018   |
| 24 | In Your Eyes              | Nei tuoi occhi                           |                 | 2017             | 5 aprile 2018   |
| 25 | Clean Slate               | Nuovo inizio                             |                 | 2017             | 6 aprile 2018   |
| 26 | Not for Sale              | Non è in vendita                         |                 | 2017             | 9 aprile 2018   |
| 27 | Legacy                    | Eredità                                  |                 | 2017             | 10 aprile 2018  |
| 28 | Hope                      | Speranza                                 |                 | 2017             | 11 aprile 2018  |
| 29 | Almost There              | Progetti futuri                          |                 | 2017             | 12 aprile 2018  |
| 30 | Apart But Together        | E la Keaton?                             |                 | 2017             | 13 aprile 2018  |